# Stuck (dokumentarfilm)
|  | Denne artikel er oprettet af botten Steenthbot ud fra en ekstern database. Den kan derfor have sproglige fejl eller mangler. Denne skabelon kan fjernes efter kontrol af indholdet. |

Stuck er en dansk dokumentarfilm fra 2007 instrueret af Olavi Linna.

## Handling
Vi er på det danske Røde Kors kulturhus hvor vi møder nogle mennesker. Vi møder et vemod og en mulig spirende glæde, i en situation hvor fortid og fremtid på en mærkelig måde, er med til at gøre nutid ?Stuck? for alle.